# Lucy Chaffer
Lucy Katherine Chaffer (* 19. Oktober 1983 in Subiaco) ist eine australische Skeletonpilotin.
Lucy Chaffer lebt in Perth und studierte an der Notre Dame Australia. Sie wird von Terry Holland und Duff Gibson trainiert. Chaffer wurde 2006 bei Talentausscheidungen des Skeletonverbandes von Australien entdeckt. Im November 2006 nahm sie in Calgary an ihrem ersten Rennen im Rahmen des Skeleton-America’s-Cup teil und wurde dort 14. Ende 2007 debütierte die Neuseeländerin im Skeleton-Interkontinental-Cup. In ihrem ersten Rennen wurde sie 16. auf der Kombinierten Kunsteisbahn am Königssee. In der Folgezeit wechselte sie immer wieder zwischen America’s- und Continental-Cup. Die Ergebnisse lagen meist im Bereich der Ränge 12 bis 18. Im November 2008 konnte Chaffer in Calgary als Neunte erstmals eine Top-Ten-Platzierung im America’s Cup erreichen. Im Februar wurde sie in Park City in den beiden letzten Rennen der Saison 2008/09 im Skeleton-Weltcup eingesetzt und erreichte beide Male den 20. Platz. Im November 2009 gewann sie beim Skeleton-America’s-Cup in Lake Placid erstmals ein internationales Rennen.
In der Saison 2010/11 debütierte Chaffer im Weltcup, sie nahm an allen Rennen teil und platzierte sich immer zwischen Platz 12 und 20, im Gesamtweltcup wurde sie 14. Bei der Weltmeisterschaft in Königssee erreichte sie Platz 15.